# Pachycondyla castanea
Pachycondyla castanea är en myrart som först beskrevs av Mayr 1865.  Pachycondyla castanea ingår i släktet Pachycondyla och familjen myror. Inga underarter finns listade i Catalogue of Life.

## Bildgalleri

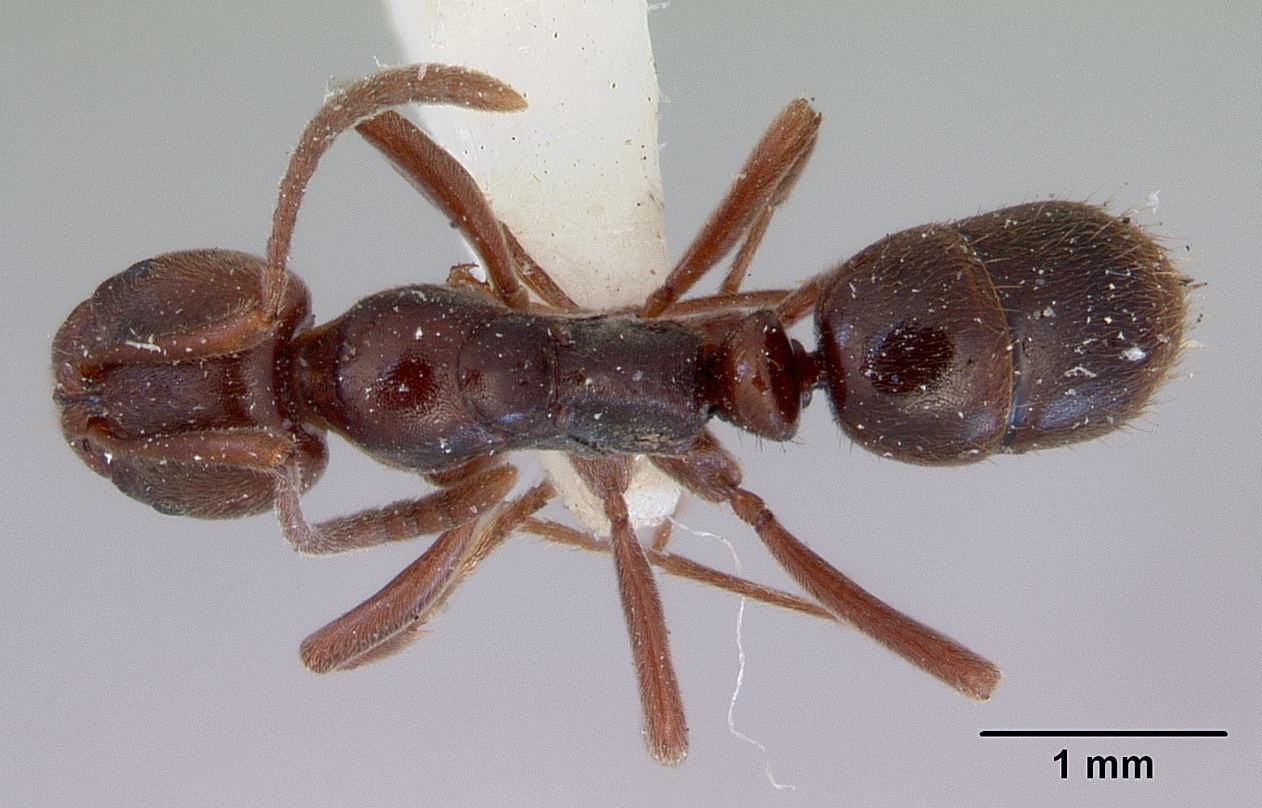
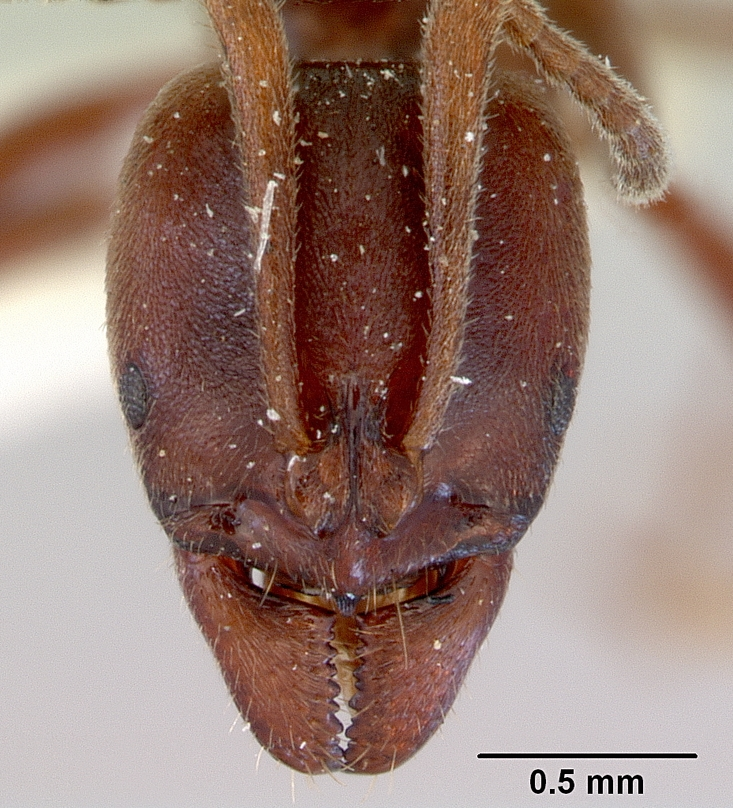
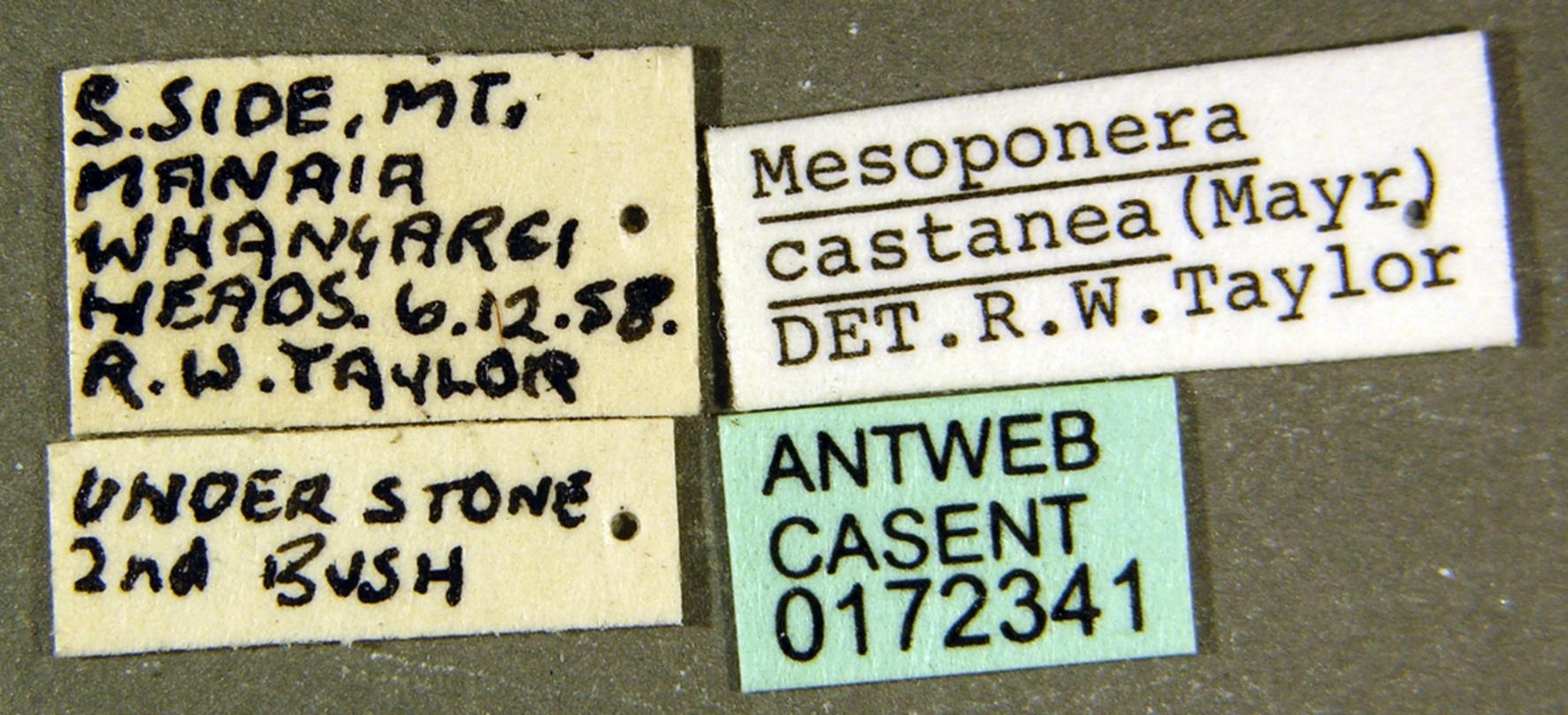